# Grupo de isometría
En matemáticas, dado un espacio métrico X, el conjunto de todas las isometrías biyectivas de dicho espacio forma un grupo denominado grupo de isometría de X, bajo la operación de composición de funciones, que se denota por Isom(X). Dado un subconjunto de X, como por ejemplo una figura geométrica F, se define de manera análoga el grupo de isometría de F como el subgrupo de Isom(X) formado por las isometrías que dejan invariante el subconjunto F.
Las isometrías son transformaciones que preservan las distancias entre puntos. Es decir, si d(x,y) es la distancia entre los puntos x e y del espacio X, una isometría de X es una función f que satisface la condición
{\displaystyle d(f(x),f(y))=d(x,y)}
para cualquier par de puntos arbitrarios.
La composición de isometrías es a su vez una isometría. La función identidad es siempre una isometría que sirve como elemento neutro. Todas las isometrías biyectivas son invertibles y sus funciones inversas son también isometrías. Por tanto, forman un tipo de estructura algebraica conocido como grupo. El grupo de isometría de una espacio X es un subgrupo del grupo simétrico de X, que contiene a todas la biyecciones, y no solo a aquellas que preservan la distancia.
Algunas isometrías usuales son las traslaciones, las rotaciones y las reflexiones, y también las combinaciones de estas.

## Grupo de isometría del espacio euclídeo
En el espacio euclídeo {\displaystyle \mathbb {R} ^{n}} podemos definir varias operaciones que no alteran las distancias. Así por ejemplo si consideramos un objeto dentro del espacio euclídeo podemos transportarlo a otra posición y cambiar su orientación. Así el grupo de isometría está formado por:
- Las traslaciones o conjunto de aplicaciones de la forma:
- Las rotaciones, que pueden representarse matemáticamente el conjunto de aplicaciones de la forma: {\displaystyle \mathbf {y} =R\mathbf {x} }, donde {\displaystyle R\,} es una matriz de determinante 1 que cumple {\displaystyle R^{-1}=R^{T}\,}

A estas transformaciones podemos sumarle una transformación más abstracta que no podemos realizar con objetos físicos reales pero sí abstractametne sobre conjuntos del espacio, formada por:
- Las reflexiones y las composiciones de diversas reflexiones. Una reflexión puede representarse por una matriz de determinante -1.

El conjunto de todas las rotaciones y reflexiones forma un subgrupo muy importante del grupo de isometrías, llamado grupo ortonormal y designado como {\displaystyle O(n)\,}. Matricialmente el grupo de simetría del espacio euclídeo {\displaystyle \mathbb {R} ^{n}} puede representarse por matrices cuadradas {\displaystyle M_{(n+1)\times (n+1)}} del tipo:

{\displaystyle T_{\mathbf {R} ,\mathbf {v} }={\begin{bmatrix}\mathbf {R} &\mathbf {v} ^{T}\\0&1\end{bmatrix}}\in M_{(n+1)\times (n+1)}}

donde {\displaystyle \mathbf {R} \in O(n)}, {\displaystyle \mathbf {v} \in \mathbb {R} ^{n}}.

### Subconjunto
Dado un subconjunto del espacio euclídeo de dimensión n, su grupo de isometría {\displaystyle G_{iso}\,} es un subgrupo del grupo producto formado a partir del grupo ortogonal y el grupo de traslaciones:

{\displaystyle G_{iso}\subseteq O(n)\times \mathbb {R} ^{n}}

Si el conjunto es acotado entonces se tiene necesariamente:

{\displaystyle G_{iso}\subseteq O(n)}

## Grupo de isometría de figuras geométricas

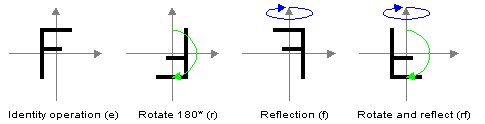
Transformaciones que forman el grupo diédrico D_{4}

Si una figura geométrica es finita, es decir, forma un conjunto acotado del espacio euclídeo, entonces el grupo de isometría no incluye ninguna traslación y por tanto su grupo de isometría es un subgrupo del espacio {\displaystyle O(n)\,}. Si la figura presenta solo un número finito de (hiper)planos de simetría entonces el grupo de isometría será un grupo finito.

### Grupo de isometría de un polígono regular
El grupo de isometría de un polígono regular de n lados está formado por n rotaciones y n reflexiones, llamado grupo diédrico {\displaystyle D_{2n}\,}, formado por 2n elementos expresables en forma matricial como:

{\displaystyle {\begin{bmatrix}\cos \left({\frac {\pi }{n}}\right)&-\sin \left({\frac {\pi }{n}}\right)\\\sin \left({\frac {\pi }{n}}\right)&\cos \left({\frac {\pi }{n}}\right)\end{bmatrix}}{\begin{bmatrix}(-1)^{\alpha }&0\\0&+1\end{bmatrix}}{\begin{bmatrix}\cos \left({\frac {\pi }{n}}\right)&-\sin \left({\frac {\pi }{n}}\right)\\\sin \left({\frac {\pi }{n}}\right)&\cos \left({\frac {\pi }{n}}\right)\end{bmatrix}}}

### Grupo de isometría de un círculo
El grupo de isometría de un círculo al existir infinitos planos de simetría es precisamente {\displaystyle O(2,\mathbb {R} )\,} y cualquier simetría de un círculo centrado en el origen puede ser representado por una matriz de la forma:

{\displaystyle M={\begin{bmatrix}(-1)^{\beta }&0\\0&1\end{bmatrix}}{\begin{bmatrix}\cos \alpha &-\sin \alpha \\\sin \alpha &\cos \alpha \end{bmatrix}}{\begin{bmatrix}1&0\\0&(-1)^{\gamma }\end{bmatrix}}}

Donde {\displaystyle \beta ,\gamma \in \{0,1\}} y {\displaystyle \alpha \in [0,2\pi )\subset \mathbb {R} }.

### Grupo de isometría de un rectángulo
El grupo de isometría de un rectángulo, que no sea un cuadrado, se llama grupo de Klein y está formado por cuatro elementos: rotación de 180°, reflexión según el eje de simetría vertical, reflexión el eje de simetría horizontal y la identidad (rotación de 0º).

## Grupo de isometría de espacios con producto interno
La distancia en ciertos espacios métricos puede definirse a partir de la norma inducida por un producto interno o forma cuadrática métrica. Un ejemplo de esto son las variedades de Riemann.
De ese modo cualquier aplicación entre variedades de Riemann en sí misma que mantenga inalterado el producto interno de dos campos vectoriales es de hecho una isometría. Eso permite generalizar el concepto de isometría incluso a espacios que no tienen una distancia bien definida, como las variedades pseudoriemannianas. En una variedad pseudoriemanniana una isometría es una transformación o aplicación que mantiene el producto interno de dos vectores.

### Grupo de isometría en teoría de la relatividad
En la teoría de la relatividad un espacio-tiempo se representa por una variedad pseudoriemanniana. Esta variedad en el caso de la teoría especial, puede tener un grupo de isometría continuo dado por un grupo de Lie de dimensión menor o igual que diez. La dimensión de este grupo de isometría coincide con el número de vectores de Killing linealmente independiente que admite el tensor métrico de la variedad pseudoriemanniana que define la forma y propiedades básicas del espacio-tiempo.